# Oyster Creek
Oyster Creek is een plaats (city) in de Amerikaanse staat Texas, en valt bestuurlijk gezien onder Brazoria County.

## Demografie
Bij de volkstelling in 2000 werd het aantal inwoners vastgesteld op 1192.
In 2006 is het aantal inwoners door het United States Census Bureau geschat op 1231, een stijging van 39 (3.3%).

## Geografie
Volgens het United States Census Bureau beslaat de plaats een oppervlakte van
5,2 km², waarvan 4,9 km² land en 0,3 km² water. Oyster Creek ligt op ongeveer 2 m boven zeeniveau.

## Plaatsen in de nabije omgeving
De onderstaande figuur toont nabijgelegen plaatsen in een straal van 12 km rond Oyster Creek.